# عبر عثمان (خنفر)

تعديل مصدري - تعديل

عبرعثمان هي إحدى قرى عزلة جعار بمديرية خنفر التابعة لمحافظة أبين، بلغ تعداد سكانها 623 نسمة حسب تعداد اليمن لعام 2004.